# Glycosmis
Glycosmis är ett släkte av vinruteväxter. Glycosmis ingår i familjen vinruteväxter.

## Dottertaxa tillGlycosmis, i alfabetisk ordning[1]
- Glycosmis aglaioides
- Glycosmis angustifolia
- Glycosmis boreana
- Glycosmis chlorosperma
- Glycosmis cochinchinensis
- Glycosmis collina
- Glycosmis craibii
- Glycosmis crassifolia
- Glycosmis cyanocarpa
- Glycosmis decipiens
- Glycosmis dinhensis
- Glycosmis esquirolii
- Glycosmis gracilis
- Glycosmis greenei
- Glycosmis lanceolata
- Glycosmis longifolia
- Glycosmis longipes
- Glycosmis longipetala
- Glycosmis longisepala
- Glycosmis lucida
- Glycosmis macrantha
- Glycosmis macrocarpa
- Glycosmis macrophylla
- Glycosmis mansiana
- Glycosmis mauritiana
- Glycosmis montana
- Glycosmis oligantha
- Glycosmis ovoidea
- Glycosmis parkinsonii
- Glycosmis parva
- Glycosmis parviflora
- Glycosmis pentaphylla
- Glycosmis perakensis
- Glycosmis petelotii
- Glycosmis pierrei
- Glycosmis pilosa
- Glycosmis pseudoracemosa
- Glycosmis pseudosapindoides
- Glycosmis puberula
- Glycosmis singuliflora
- Glycosmis stenura
- Glycosmis subopposita
- Glycosmis sumatrana
- Glycosmis superba
- Glycosmis tirunelveliensis
- Glycosmis tomentella
- Glycosmis trichanthera
- Glycosmis trifoliata
- Glycosmis xizangensis